# Inevio
Inevio es un sistema operativo web, también llamado comúnmente como escritorio en la nube. Es una plataforma de nube privada con una interfaz basada en la web emulando un entorno de escritorio tradicional completo desde la nube con gestión de archivos, herramientas de gestión de la información personal, herramientas colaborativas y aplicaciones de la compañía.
Este concepto, aunque no es nuevo al existir precedentes como eyeOS, sigue considerándose como revolucionario al ser un servicio que permite la computación ubicua y sin preocupaciones de los recursos de los equipos que actúan como cliente. Gracias a tecnologías web y de servidor como HTML, CSS3, JavaScript y Node.js es posible crear un entorno gráfico de tipo escritorio con las mismas funcionalidades y velocidad de ejecución que la que podría encontrarse en un sistema operativo tradicional.
La diferencia entre otros entornos escritorio al hacer posible iniciar el escritorio Inevio y todas sus aplicaciones desde un navegador web. No se requiere instalar ningún software adicional, ya que solo se necesita un navegador que soporte HTML5, una tecnología web altamente expandida en todo tipo de dispositivos como ordenadores, teléfonos inteligentes, tabletas, relojes y televisiones inteligentes.

## Historia
Inevio es un proyecto iniciado en 2011 por Roberto Gómez (CEO), estudiante en aquel momento de la Universidad Politécnica de Madrid y Javier Garmón (CTO), estudiante de bachillerato en el colegio Tajamar (Madrid), España. Inicialmente el proyecto se llamaba weeZeel y comenzó como una red social modular y altamente customizable, intentando suplir las carencias de la red social Tuenti, muy famosa en aquel entonces en España. Rápidamente descubrieron que la gran potencia de este producto estaba en las aplicaciones colaborativas y rápidamente pivotaron a un sistema operativo web donde el apartado social cobraba gran relavancia. Este concepto fue alabado y premiado por la Universidad Politécnica de Madrid en dos ocasiones en 2012.
En abril de 2014 fueron aceptados por el prestigioso Instituto Tecnológico de Massachusetts, comúnmente conocido como MIT, en su programa de aceleración de empresas MIT GFSA 2014. Ese mismo verano cambiaron el nombre de weeZeel a Inevio y recibieron el reconocimiento de esta institución y del director de la iniciativa Bill Aulet.
En febrero de 2015 Inevio es aceptado en el programa de aceleración de empresas IMPACT, amparado por la Unión Europea bajo el programa de promoción de la innovación FI-WARE. Es reconocida como una de las startups europeas más prometedoras. En septiembre del mismo año lanzaron una versión orientada a un sector más profesional, especialmente preparada para el mundo del Derecho. A finales de 2015 el CEO de la compañía, Roberto Gómez, recogió el premio a los Innovadores menores de 35 de MIT TR35 en España.
Si bien no existen cifras públicas, se estima que él número de usuarios de Inevio puede rondar las decenas de miles de usuarios. También se puede ver que cuentan con una comunidad muy activa en el mundo hispanohablante con 10.000 seguidores en Facebook, especialmente amplia en España, México, Colombia y Chile.
Desde sus inicios siempre ha llevado un modelo de licencias privadas, si bien todas las aplicaciones que se ejecutan en el entorno web son de código abierto bajo la Licencia MIT y expuestas en GitHub.

## Seguridad
Este servicio se destaca principalmente por sus fuertes medidas de seguridad tanto en la comunicación con el servidor, redundancia de los servidores cómo con la encriptación de sus ficheros haciendo uso de AES-256 tal y como cuentan en su página de Facebook[cita requerida].
No existe una documentación publicada en su sitio web que explique en profundidad la arquitectura de la seguridad del sistema.

## Premios
Inevio ha recibido diversos premios, entre ellos se incluyen:
- 2012 - Ganador del a las mejores ideas de negocio de ActúaUPM (Universidad Politécnica de Madrid).[1]
- 2012 - Ganador del Premio estudiantes al mejor plan de negocio de ActúaUPM (Universidad Politécnica de Madrid).[2]
- 2015 - Ganador del premio a los Innovadores menores de 35 de MIT TR35, otorgado a Roberto Gómez en calidad de CEO de la compañía.[6]